# Takahata
Takahata (高畠町?, Takahata-machi) è una cittadina giapponese della prefettura di Yamagata.